# Gimnazjum Gutenberga w Moguncji

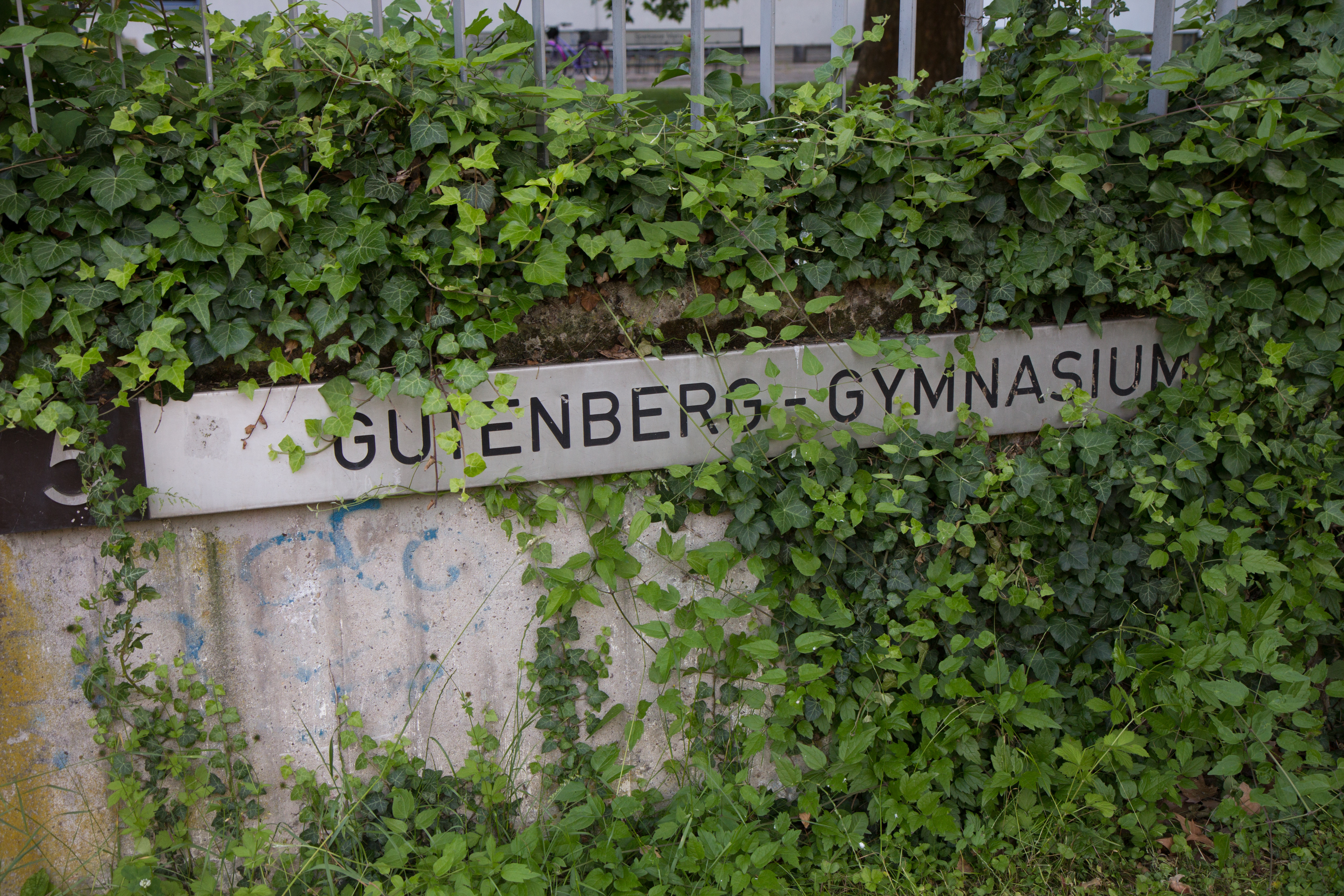
Tablica Gimnazjum Gutenberga

Gimnazjum Gutenberga w Moguncji (niem. Gutenberg-Gymnasium) – jest szkołą szczebla gimnazjalnego w Moguncji. Jej nazwa jest związana ze Szkołą Gutenberga, która istniała przed II wojną światową w siedzibie biskupiej, którą był Pałac Książąt Elektorów (Kurfürstliches Schloss). Dzisiejsza nazwa szkoły jest hołdem dla Johannesa Gutenberga.

## Historia
Szkoła powstała 19 marca 1956 przez podział gimnazjum w Pałacu Elektorów na dwie niezależne szkoły. Początkowo oba gimnazja mieściły się w tym samym budynku, w którym 25 nauczycieli uczyło 552 uczniów – wyłącznie chłopców. W 1958 rozpoczęto budowę dzisiejszego budynku szkoły przy Philippsschanze, którą zainaugurowano w 1960 i rozbudowano w 1968. W 1972 roku do nowo otwartego Gymnasium Gonsenheim przeszło 190 uczniów. Niemniej jednak liczba uczniów wzrosła do 1212 w tym samym roku, ponieważ od tego roku przyjmowano również dziewczęta. Wynikający z tego niedobór miejsca został złagodzony poprzez przeniesienie niektórych klas do pomieszczeń w pobliskim osiedlu, które zostały zamknięte w 1986. W 1980 roku 111 nauczycieli uczyło 1996 uczennic i uczniów w 75 klasach. Od kwietnia 1995 do września 2000 budynek szkoły był etapami remontowany i rozbudowywany, bez przerwy w nauczaniu.
Od roku szkolnego 2017/18 Gimnazjum Gutenberga jest częścią wspólnego projektu „Generacja K” Fundacji Mercator, Ministerstwa Edukacji i Ministerstwa Nauki, wraz z pięcioma innymi wybranymi szkołami w Nadrenii -Palatynacie. Gimnazjum oferuje pięć klas o profilu: sportowym, literatury, muzyki na instrumentach dętych, muzyki pop i sztuki.

## Znani absolwenci
- Tobias Bonn (* 1964, matura: 1983), piosenkarz i aktor
- Anja Gockel (* 1968, matura: 1987), projektantka mody
- Henrike Grohs (1964–2016, matura: 1983), dyrektorka Goethe-Institutu w Abidżanie
- Manuel Höferlin (* 1973, matura: 1992), polityk Wolnej Partii Demokratycznej (FDP), w latach 2009–2013 i od 2017 poseł do parlamentu
- Nina Klinkel (* 1983), polityk SPD, posłanka do parlamentu krajowego w Nadrenii-Palatynacie
- Marcel Kohler (* 1991, matura: 2011), aktor
- Daniel Köbler (* 1981, Abitur: 2000), polityk Partii Zielonych, poseł do parlamentu krajowego w Nadrenii-Palatynacie
- Christopher Sitte (matura: 1994), polityk Wolnej Partii Demokratycznej (FDP)
- Harald Strutz (* 1950, matura: 1970), 1988 bis 2017 Prezydent 1. FSV Mainz 05, polityk Wolnej Partii Demokratycznej (FDP)
- Jessica Zahedi (* 1978, matura: 1997), dziennikarka telewizyjna
- Reimut Zohlnhöfer (* 1972, matura: 1991), politykoznawca i profesor na Uniwersytecie w Heidelbergu